# Dedicated (Barry White)
Dedicated è il quindicesimo album del cantante statunitense Barry White, pubblicato nel 1983 dalla Unlimited Gold Records. Include una cover di Love Song, brano scritto da Lesley Duncan ed interpretato da Elton John nel 1970.

## Tracce
1. America (White) - 5:47
2. Free (White, Taylor, Robertson) - 5:02
3. Don't Forget... Remember (White) - 5:45
4. Life (White, Perry) - 3:40
5. Love Song (Duncan)	- 5:50
6. All in the Run of a Day (White, Staunton) - 6:55
7. Don't Let 'Em Blow Your Mind (White, Perry) - 6:48
8. Dreams (White, Lewis) - 4:20